# Albert van Raalte

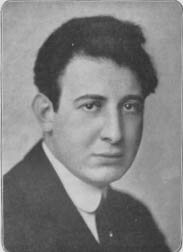
Albert van Raalte 1923

Albert van Raalte (* 21. Mai 1890 in Amsterdam; † 23. November 1952 ebendort) war ein niederländischer Dirigent.

## Leben und Werk
Albert van Raalte erhielt ab seinem siebten Lebensjahr Klavier- und Geigenunterricht. Auf Wunsch seines Vaters absolvierte er zunächst eine dreijährige Lehre als Börsenhändler. Auf Vermittlung des Dirigenten Arthur Nikisch wurde van Raalte 1906 in die Kölner Musikhochschule aufgenommen. Von 1906 bis 1909 studierte er dort bei Fritz Steinbach (Dirigieren), Bram Eldering (Violine), Lazzaro Uzielli (Klavier) und Waldemar von Baußnern (Harmonie und Kontrapunkt). Er absolvierte Aufbaustudien bei Max Reger (Musiktheorie), Bruno Walter (Dirigieren) und Camille Saint-Saëns (Dirigieren).
Von 1916 bis 1922 wirkte er an der Niederländischen Nationaloper im Haag. 1920 ernannte man ihn dort zum Generalmusikdirektor. Ab 1938 wirkte er mit der Unterbrechung von 1940 bis 1945 während des Zweiten Weltkrieges als Dirigent des Radio Filharmonisch Orkest bei Radio Hilversum, nach dem Krieg als Chefdirigent.
Von April 1941 bis Ende Juli 1942 dirigierte er das Joodsch Symphonie Orkest in Amsterdam, das nur Werke jüdischer Komponisten für ein ausschließlich jüdisches Publikum aufführen durfte und das aus Musikern bestand, die aus Stadt- und Rundfunkorchestern entlassen worden waren. Von 1942 bis 1945 lebte er aufgrund seiner Mischehe in Amsterdam.